# HMS Sir Thomas Picton
Le HMS Sir Thomas Picton était un monitor de la Royal Navy, construit pendant la Première Guerre mondiale. Le Sir Thomas Picton est le seul navire de la Royal Navy à avoir été nommé en l’honneur de Sir Thomas Picton, un général britannique de la guerre d'Espagne qui a été tué à la bataille de Waterloo. Les canons principaux de 12 pouces du navire ont été retirée du cuirassé obsolète de classe Majestic, le HMS Mars.
Les monitors de la classe Lord Clive ont été construits à l’origine en 1915 pour combattre l’artillerie côtière allemande en Belgique occupée. Le Sir Thomas Picton, cependant, fut employé différemment. Il fut envoyé en Méditerranée orientale pour servir avec la flotte aux côtés de son navire jumeau, le HMS Earl of Peterborough. Au début de 1916, il bombarda les positions turques aux Dardanelles. Pendant le reste de la guerre, il fut actif contre les unités turques en Égypte, en Palestine et en Turquie même.
Après l’armistice du 11 novembre 1918, le Sir Thomas Picton et ses sister-ships ont été mis en réserve en attendant leur démolition, car leur raison d’être avait pris fin avec la libération des côtes tenues par les puissances centrales. En 1921, le Sir Thomas Picton a été mis au rebut avec tous ses sister-ships.